# Schauburg (Karlsruhe)

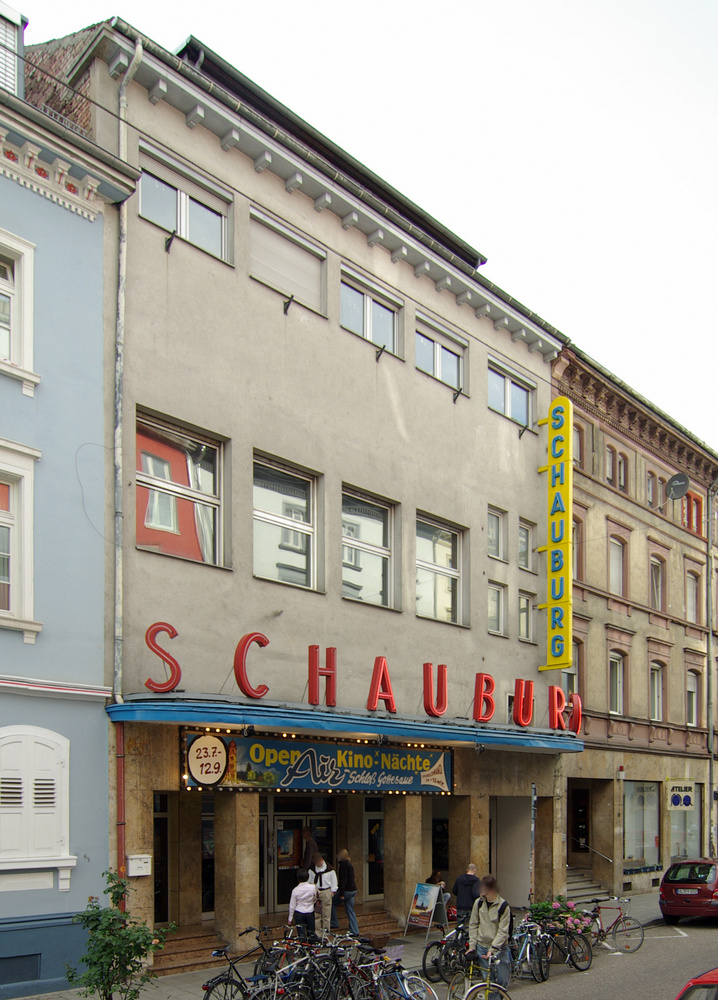
Die Eingangsfassade des Kinos zur Marienstraße. Der eigentliche Saalbau liegt zurückgesetzt im Innenbereich des Straßenblocks.

Die Schauburg ist ein Programmkino in der Südstadt von Karlsruhe. 
Die Schauburg eröffnete 1929 in den Räumen des ehemaligen Apollo-Varietétheaters in der Marienstraße, in dem bereits seit 1906 auch Kinofilme gezeigt worden waren. Durch den Umbau entstand das mit damals 600 Plätzen erste echte Karlsruher Großraumkino. Nach der kompletten Zerstörung im Zweiten Weltkrieg wurde das Kino 1949 an gleicher Stelle für bis zu 1000 Besucher neu aufgebaut. Zwischen dem im Innenbereich des Straßenblocks liegenden Kinosaal und dem Eingangsgebäude an der Marienstraße entstand eine 25 Meter lange Wandelhalle. Nach weiteren Umbauten hat die Schauburg heute drei Säle mit 350, 150 und 61 Sitzplätzen. Der große Saal (Cinerama) verfügt über eine gekrümmte, 17 × 7 Meter große Cinerama-Bildwand und gehört zu den wenigen Kinosälen, in denen Filme in Todd-AO-Technik gezeigt werden. 2015 war die Schauburg als einziges Kino in Baden-Württemberg und als eines von zehn in ganz Deutschland in der Lage, Quentin Tarantinos The Hateful 8 in der originalen 70-mm-Roadshow-Version zu zeigen. Das Treppenhaus des Kinos mit einer geschwungenen, gegenläufigen Treppe aus den 1950er Jahren steht unter Denkmalschutz.
Die Kinobetreiber wurden mehrfach für die kulturell hochwertige Programmgestaltung ausgezeichnet, beispielsweise 2007 mit dem Spitzenpreis für ein herausragendes Jahresfilmprogramm der MFG Filmförderung Baden-Württemberg und 2012 mit dem Hauptpreis für das beste Jahresfilmprogramm des deutschen Kulturstaatsministers. Im Programm befinden sich viele Filme in der Originalsprachfassung. Es läuft zweimal wöchentlich eine Sneak Preview, montags auf Deutsch und mittwochs auf Englisch. Die Schauburg ist Mitglied der Arbeitsgemeinschaft Kino – Gilde deutscher Filmkunsttheater.
Seit 2005 findet hier jährlich das Todd-AO 70mm-Festival statt. Seit 2007 ist das Kino Spielort des Filmfestivals Independent Days, seit 2023 zudem einer der Spielorte des Pride Pictures Queer Film Festivals Karlsruhe. Im Sommer veranstaltet die Schauburg Open-Air-Kinonächte am Schloss Gottesaue.